# 1984-es US Open (tenisz)
Az 1984-es US Open az év harmadik Grand Slam-tornája volt. A US Open teniszbajnokságot ebben az évben 104. alkalommal rendezték meg augusztus 28–szeptember 9. között. A férfiaknál az amerikai John McEnroe győzött, a nőknél a szintén amerikai színekben versenyző Martina Navratilova megvédte címét.

## Döntők

### Férfi egyes
John McEnroe -   Ivan Lendl, 6–3, 6–4, 6–1

### Női egyes
Martina Navratilova -  Chris Evert-Lloyd, 4–6, 6–4, 6–4

### Férfi páros
John Fitzgerald /  Tomáš Šmíd -  Stefan Edberg /  Anders Järryd, 7–6(5), 6–3, 6–3

### Női páros
Martina Navratilova /  Pam Shriver -  Anne Hobbs /  Wendy Turnbull,  6–2, 6–4

### Vegyes páros
Manuela Malejeva /  Tom Gullikson -  Elizabeth Sayers /  John Fitzgerald, 3–6, 6–3, 6–4

## Juniorok

### Fiú egyéni
Mark Kratzmann –  Boris Becker 6–3, 7–6

### Lány egyéni
Katyerina Malejeva –  Niurka Sodupe 6–1, 6–2

### Fiú páros
Leonardo Lavalle /  Mihnea-Ion Năstase –  Agustín Moreno /  Jaime Yzaga 7–6, 1–6, 6–1

### Lány páros
Mercedes Paz /  Gabriela Sabatini –  Stephanie London /  Cammy MacGregor 6–4, 3–6, 6–2